# Chasminodes cilia
Chasminodes cilia là một loài bướm đêm trong họ Noctuidae.